# Parotomys
Parotomys (Thomas, 1918) è un genere di roditori della famiglia dei Muridi comunemente noti come ratti fischianti.

## Descrizione

### Dimensioni
Al genere Parotomys appartengono roditori di piccole dimensioni, con lunghezza della testa e del corpo tra 132 e 175 mm, la lunghezza della coda tra 80 e 126 mm e un peso fino a 214 g.

### Caratteristiche craniche e dentarie
Il cranio è corto e robusto con le arcate zigomatiche ispessite e parallele tra loro, le bolle timpaniche notevolmente rigonfie e le ossa nasali strette. Gli incisivi superiori sono lisci o attraversati da due solchi longitudinali mentre quelli inferiori sono lisci. I denti masticatori sono caratteristici, con la superficie occlusiva formata da lamine trasversali, di solito due o tre nel terzo molare superiore, il quale è grande. 
Sono caratterizzati dalla seguente formula dentaria:

### Aspetto
L'aspetto è simile a quello delle arvicole, con un corpo compatto e gli arti brevi. La pelliccia è soffice fine, densa e arruffata. Le parti dorsali variano dal giallo-brunastro chiaro al giallo-rossastro, le parti ventrali sono bianco-giallastre. La testa è grande, il muso è corto. Le orecchie sono grandi e rotonde. Le zampe hanno cinque dita, il pollice è ridotto e tutte munite di artigli sottili. La coda è lunga circa la metà della testa e del corpo, è scura sopra e più chiara sotto. Le femmine hanno due paia di mammelle inguinali.

## Distribuzione
Sono roditori terricoli ed erbivori diffusi nell'Africa meridionale.

## Tassonomia
Il genere comprende 2 specie.
- Parotomys brantsii
- Parotomys littledalei